# Northern Ireland Act 1998
Il Northern Ireland Act 1998 (in italiano: Legge sull'Irlanda del Nord del 1998) è un atto del Parlamento del Regno Unito il quale faceva parte del programma di riforma costituzionale dell'allora Partito Laburista al potere sotto Tony Blair. Il titolo completo recita: "Un atto per introdurre nuove disposizioni per il governo dell'Irlanda del Nord allo scopo di attuare l'accordo raggiunto nei colloqui multipartitici sull'Irlanda del Nord stabilito nel Command Paper 3883".

## Origini legali e conseguenze
Questo testo è la traduzione dell'Accordo del Venerdì Santo, che dovrebbe porre fine al conflitto nordirlandese, firmato il 10 aprile 1998 e ratificato con referendum il 23 maggio. Abroga il Northern Ireland Act 1920 e parte del Northern Ireland Constitution Act 1973.

## Disposizioni principali
La legge istituisce un'Assemblea dell'Irlanda del Nord, con potere legislativo e composta da 108 membri. L'appartenenza all'Assemblea è subordinata al giuramento, che sottopone i membri del Parlamento (MLA) a determinati requisiti di comportamento e responsabilità.
L'Irlanda del Nord è confermata come parte del Regno Unito fino a quando, oa meno che la maggioranza dei voti, in un referendum, non decida diversamente.
L'Assemblea ha il potere di modificare qualsiasi legge del Parlamento del Regno Unito, nella misura in cui le disposizioni pertinenti faranno parte del diritto dell'Irlanda del Nord. Tuttavia, non può esercitare taluni poteri, che rimangono di esclusiva competenza del governo del Regno Unito, in consultazione con lo Stato d'Irlanda, tramite la Conferenza intergovernativa britannico-irlandese.

## Applicazione e sospensione
Il 25 giugno 1998 si sono tenute le prime elezioni per l'Assemblea dell'Irlanda del Nord. Fu solo il 2 dicembre 1999, tuttavia, che fu formato il primo governo autonomo dell'Irlanda del Nord, guidato dall'unionista protestante David Trimble e dal cattolico repubblicano Seamus Mallon. Questo è stato rapidamente sospeso, per alcuni mesi all'inizio del 2000, poi a tempo indeterminato a partire dal 15 ottobre 2002.
Le elezioni legislative locali si sono svolte il 26 novembre 2003, ma non è stato formato alcun gabinetto. Non è stato quindi fino al 2007 che le disposizioni relative alla devoluzione di potere sono state nuovamente applicate. Dopo le elezioni del 7 marzo, l'8 maggio 2007 è stato formato un nuovo esecutivo tra le quattro più grandi formazioni locali. 